# Propulsor (arma)

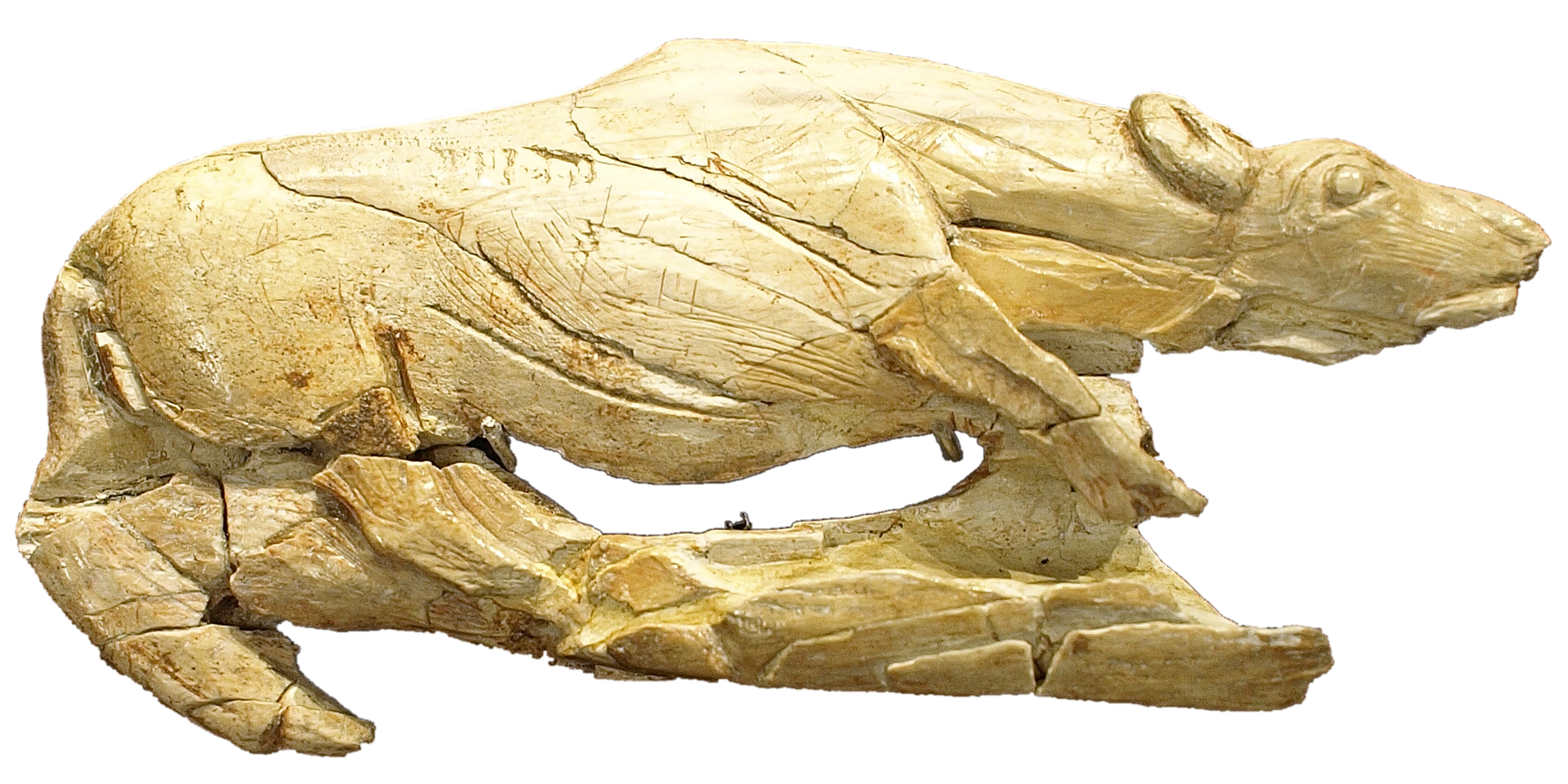
Propulsor magdaleniense tallado en hueso. Muestra una hiena.

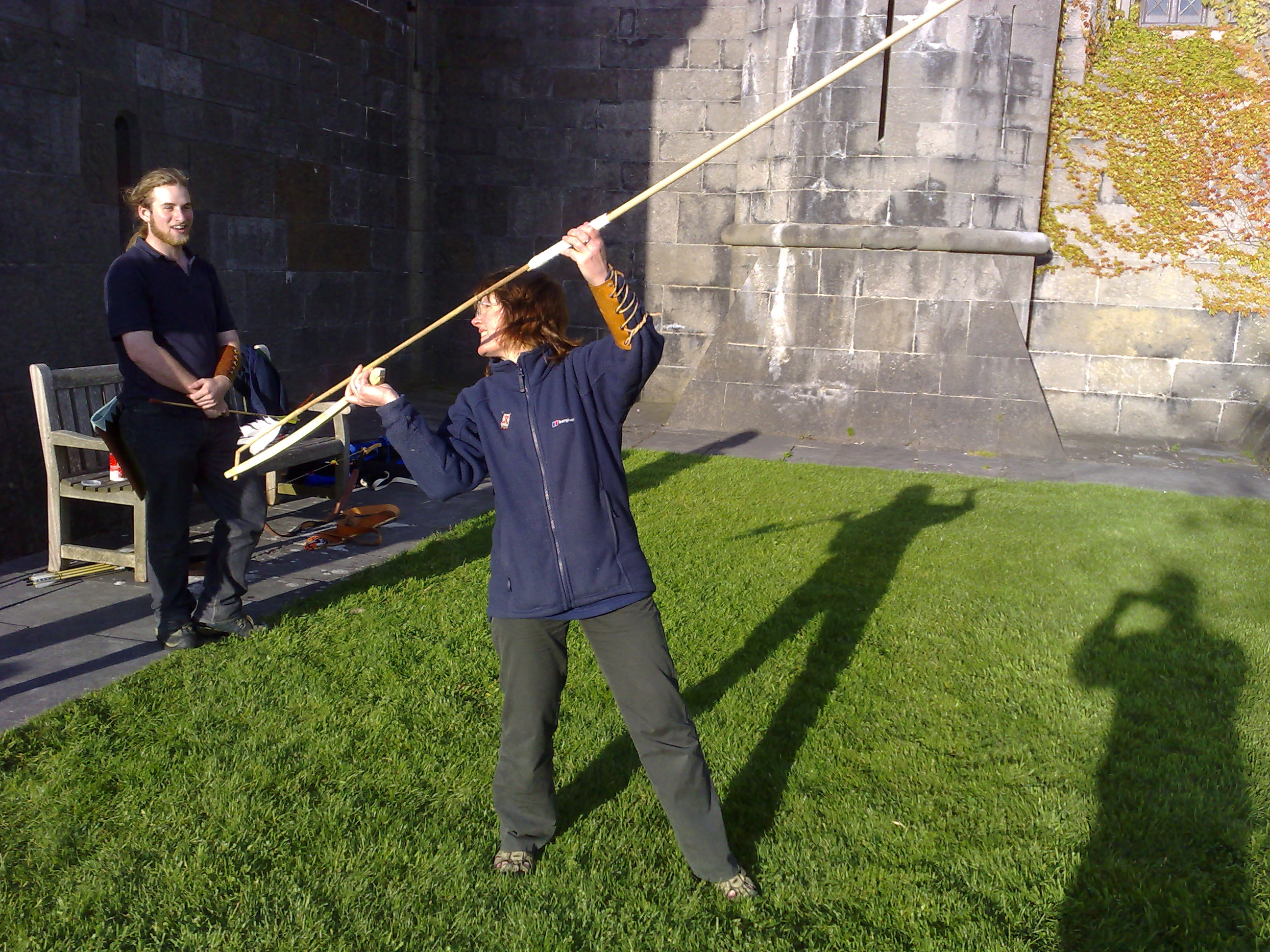
Lanzamiento de un dardo ayudado de una estólica.

El propulsor, lanzavenablos, lanzadardos, estólica o átlatl es un arma de proyección que permite la impulsión de venablos o azagayas. Los vestigios más antiguos han sido encontrados en Europa y fechados en el Paleolítico Superior.
Es una herramienta que utiliza el apalancamiento para lograr mayor velocidad en el lanzamiento de los dardos, venablos o jabalinas, e incluye una superficie de apoyo que permite al usuario almacenar energía durante el lanzamiento.

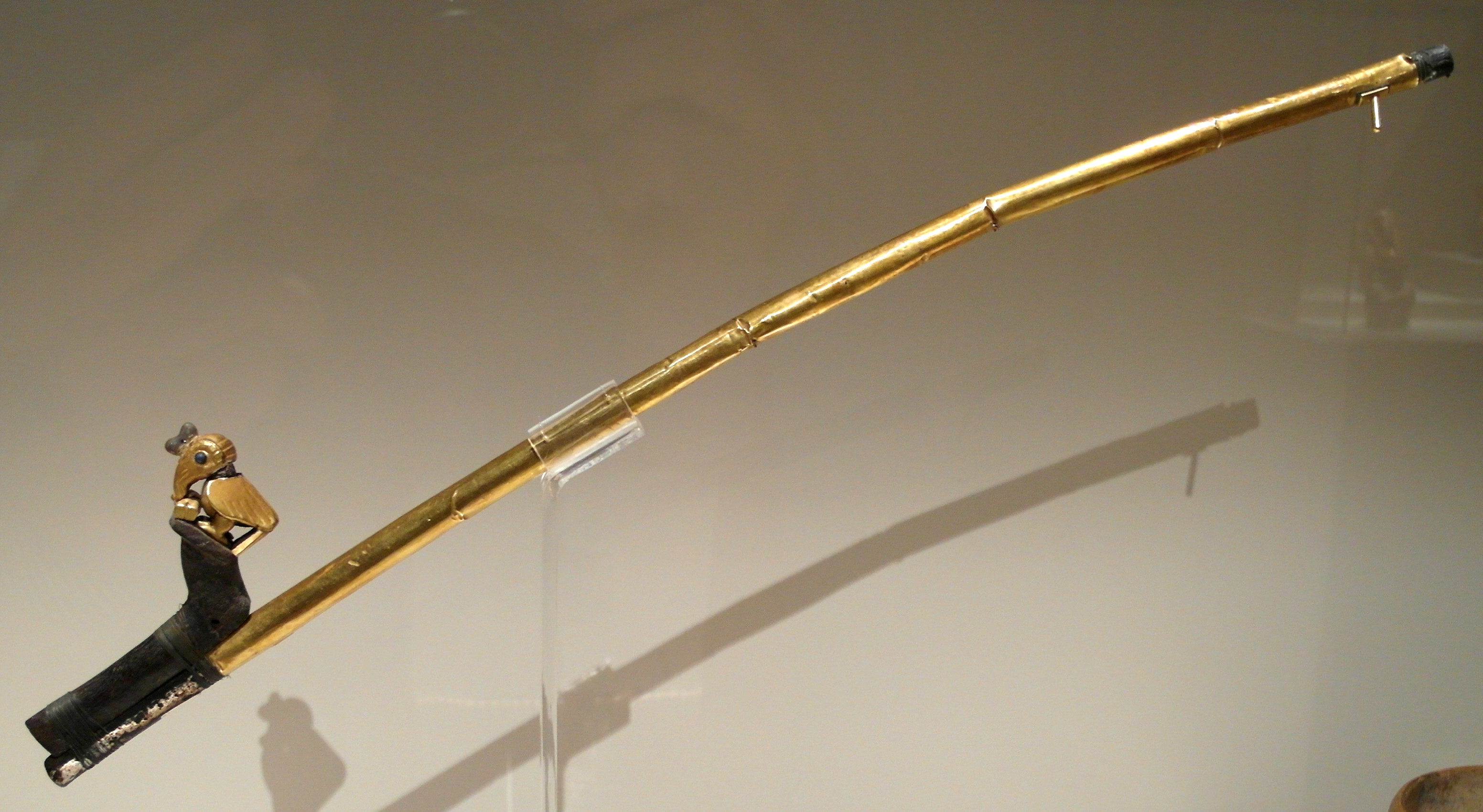
Estólica ceremonial mochica forrada con oro

Puede consistir en un eje con un receptáculo o espolón en el extremo que sostiene e impulsa la culata del dardo. El propulsor se sujeta con una mano, asiéndolo cerca del extremo más alejado del receptáculo. El dardo se expulsa gracias a la acción del brazo y la muñeca. El brazo lanzador, junto con el átlatl o propulsor, actúa como una palanca. El lanzadardos actúa como una extensión de poca masa y rápido movimiento del brazo lanzador, lo que aumenta la longitud de la palanca. Esta longitud adicional permite al lanzador impartir fuerza al dardo a lo largo de una mayor distancia, impartiendo así más energía y, en últimas, velocidades más altas. Los lanzadores de pelotas modernos más comunes (brazos plásticos moldeados que se utilizan para lanzar pelotas de tenis) utilizan el mismo principio.
Un propulsor de lanzas es un arma de largo alcance y puede impartir fácilmente a un proyectil velocidades de más de 150 km/h.
Los propulsores de lanzas aparecieron muy temprano en la historia de la humanidad en varias partes del mundo, y han sobrevivido en sociedades tradicionales hasta el día de hoy, además de haber sido revividos en las últimas décadas con propósitos deportivos. En Estados Unidos, la palabra náhuatl átlatl se utiliza a menudo para referirse al renovado uso de propulsores de lanzas (así como la palabra maya hul'che); en Australia, se utiliza en cambio la palabra de la lengua dharug woomera.
Los antiguos griegos y romanos utilizaban una correa o lazo de cuero, conocido como ankule o amentum, como dispositivo para tirar lanzas. La flecha suiza es un arma que funciona de forma similar al amentum. En el área cultural andina se usaban mayoritariamente como arma de caza, aunque se produjeron suntuosos ejemplares ceremoniales reservados para las élites. 

## Características
Consta de una corta vara de madera u otro material, que se sujeta por un extremo con la mano que lanzará, y en cuyo extremo opuesto tiene un saliente en punta y en un marcado ángulo, que se alojará en la oquedad practicada en el extremo posterior del dardo que se lanzará. En su parte superior se coloca un venablo y se dispara empujando con fuerza, proporcionando un impulso mayor debido a la elongación de la palanca natural del brazo.
Se han conservado propulsores de madera, hueso, marfil o asta y hierro, algunos altamente decorados.

## Historia

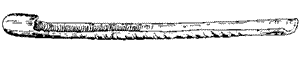
El lanzadardos o “brazo extendido” de los nahuas y mayas.

En la Edad de Piedra, la gente usaba huesos afilados, piedras talladas, trozos de roca como armas y herramientas. Tales artículos se mantuvieron en uso a lo largo de la civilización humana, junto con los nuevos materiales utilizados con el paso del tiempo. Como artefactos arqueológicos tales objetos son clasificados como puntas líticas, sin especificar si eran para ser proyectadas por un arco o por otros medios de lanzamiento.
Tales artefactos se pueden encontrar en todo el mundo. Las que han sobrevivido están hechas, generalmente, de piedra, sobre todo de sílex, obsidiana o chaillé, pero en muchas excavaciones se encuentran puntas de flecha de hueso, madera y metal.
En agosto de 2010, un informe sobre las puntas líticas de piedra, que datan de hace 64 000 años, excavadas de las capas de sedimentos antiguos en la cueva de Sibudu, en Sudáfrica, por un equipo de científicos de la Universidad de Witwatersrand, fue publicado. Los exámenes dirigidos por un equipo de la Universidad de Johannesburgo encontraron rastros de residuos de sangre y hueso, y adhesivo hecho de una resina a base de plantas usado para sujetar la punta a una varilla de madera. Esto indicó "el comportamiento exigente cognitivo" necesario para fabricar pegamento.
"La caza con arco y flecha requiere múltiples etapas complejas de planificación, recolección de material, herramienta de preparación e implica una serie de innovadoras habilidades sociales y comunicativas".
En Europa hay vestigios del uso del propulsor desde la llegada del Homo sapiens en el Paleolítico superior, siendo desplazado por el uso del arco.
En el mundo andino, los primeros propulsores aparecieron durante el Periodo Inicial. No obstante, pinturas rupestres en las cuevas de Toquepala sugieren que su uso se remonta hasta el Lítico. Fue un arma muy extendida en la costa. El propulsor alcanzó su época de esplendor durante el Intermedio Temprano, particularmente en las civilizaciones nazca y mochica. Estos últimos lo usaban profusamente, junto con mazas, en cacerías de venados y lobos marinos. No obstante, el uso del propulsor entró en progresivo declive a partir del Horizonte Medio. Para el Intermedio Tardío, había caído en un abandono casi total. El Imperio incaico ni siquiera tenía una palabra en quechua que lo denominase. El propulsor solamente subsistía en los territorios de la costa ecuatoriana, siendo empleado por sociedades como los huancavilcas. Por el contraste, entre las tribus de la Amazonia aún era ampliamente utilizado.
En Mesoamérica, se le llamó átlatl: en náhuatl: "brazo extendido". La aparición del arco lo desplazó de las actividades de cacería, pero algunos grupos lo continuaron utilizando para las actividades bélicas hasta la época de la conquista española.
En Australia los aborígenes todavía lo utilizan y lo llaman woomera.

## Uso deportivo

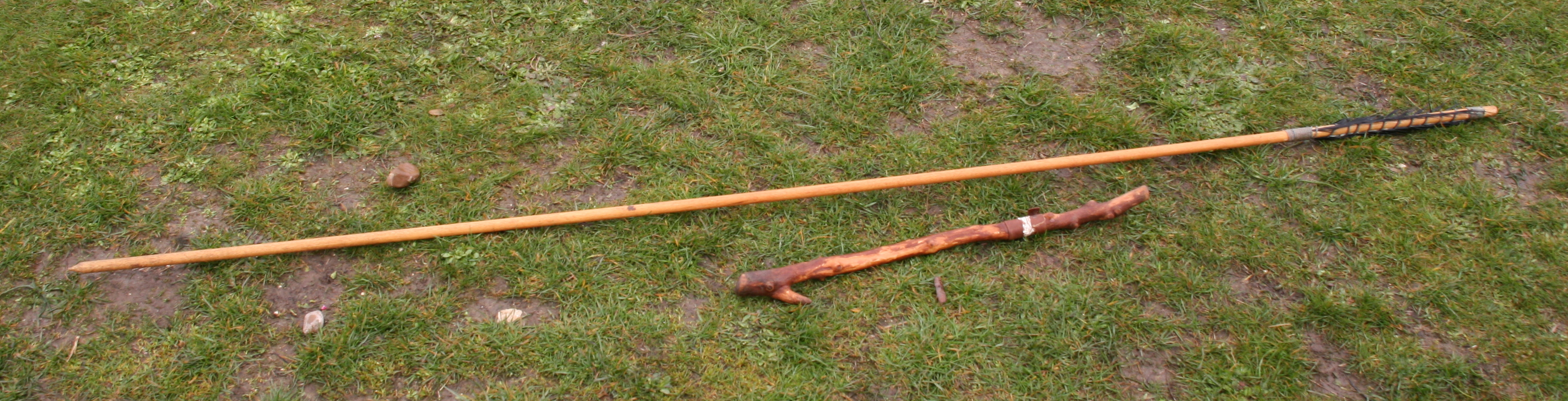
Propulsor y venablo modernos.

En la actualidad hay asociaciones deportivas que practican el uso del propulsor en contiendas organizadas. En julio de 1995, Dave Ingvall, en la localidad estadounidense de Aurora, Colorado, obtuvo el récord mundial de lanzamiento alcanzando los 258 metros de distancia. Para ello utilizó un propulsor de fibra de carbono y un venablo de aluminio.